# بطنج شاره للماء
البطنج الشارة للماء أو الستاكس الشارة للماء (باللاتينية: Stachys hydrophila) نوع نباتي يتبع جنس البطنج من الفصيلة الشفوية.

## الموئل والانتشار
موطنه بلاد الشام والمغرب العربي.